# Winter Pearmain
Winter Pearmain es una  variedad cultivar de manzano (Malus domestica).
Se cree que es una variedad inglesa muy antigua. Las frutas tienen una pulpa firme, crujiente y amarillenta con un sabor dulce y subácido.

## Sinónimos
- "Winter Queening",
- "Duck’s Bill",
- "Ducksbill of Sussex",
- "English Winter Pearmain",
- "Grange’s Pearmain",
- "Great Pearmain",
- "Hertfordshire Pearmain",
- "Old Pearmain",
- "Old Winter Pearmain",
- "Pearmain",
- "Somerset Apple Royal",
- "Striped Winter",
- "Sussex Duck’s Bill",
- "Sussex Scarlet Pearmain",
- "Sussex Winter Pearmain",
- "Winter Pearmain (of Sussex)",
- "Winter Quoiningr".

## Historia
'Winter Pearmain' es una variedad de manzana inglesa muy antigua con mención del "pearmain" en pagos anuales (tenencias) en Norfolk ya en el siglo XIII. Sigue siendo una variedad de jardín popular en Inglaterra.
'Winter Pearmain' se cultiva en la National Fruit Collection con el número de accesión: 1946-107 y Accession name: Winter Pearmain.

## Características
'Winter Pearmain' tiene un tiempo de floración que comienza a partir del 29 de abril con el 10% de floración, para el 6 de mayo tiene una floración completa (80%), y para el 13 de mayo tiene un 90% de caída de pétalos.
'Winter Pearmain' tiene una talla de fruto mediano que tiende a grande; forma redondo que tiende a cónico, altura 70.00 mm y anchura 70.00 mm; con nervaduras fuertes; epidermis con color de fondo amarillo verdoso que madura a amarillo dorado, importancia del sobre color alto, con color del sobre color rojizo, con sobre color patrón intenso lavado rojo oscuro en el lado expuesto al sol con rayas rojo pálido en la cara sombreada. Abundantemente marcado con pequeñas lenticelas rojizas, "russeting" (pardeamiento áspero superficial que presentan algunas variedades) medio; cáliz de tamaño mediano y parcialmente abierto, asentado sobre una base poco profunda y arrugada; pedúnculo corto y de grosor medio, colocado en una cavidad profunda y estrecha con fuerte "russeting"; carne de color crema, firme y crujiente. Sabor jugoso, dulce y enérgico. Algo astringente cuando no está maduro.
Su tiempo de recogida de cosecha se inicia a principios de octubre. Se conserva bien durante seis meses en cámara frigorífica.
'Winter Pearmain' es el Parental-Madre de la variedades cultivares de manzana:
- Sandringham

## Usos
Excelente manzana de uso en cocina pues hace buenos pasteles de manzana. Una manzana de gran prestigio para cocinar y comer de herencia británica cultivada desde la Edad Media. Mantiene su forma cuando se cocina.

## Ploidismo
Diploide, auto estéril. Grupo de polinización: B, Día 6.